# Buchdruckerei und Verlag W. Friedli

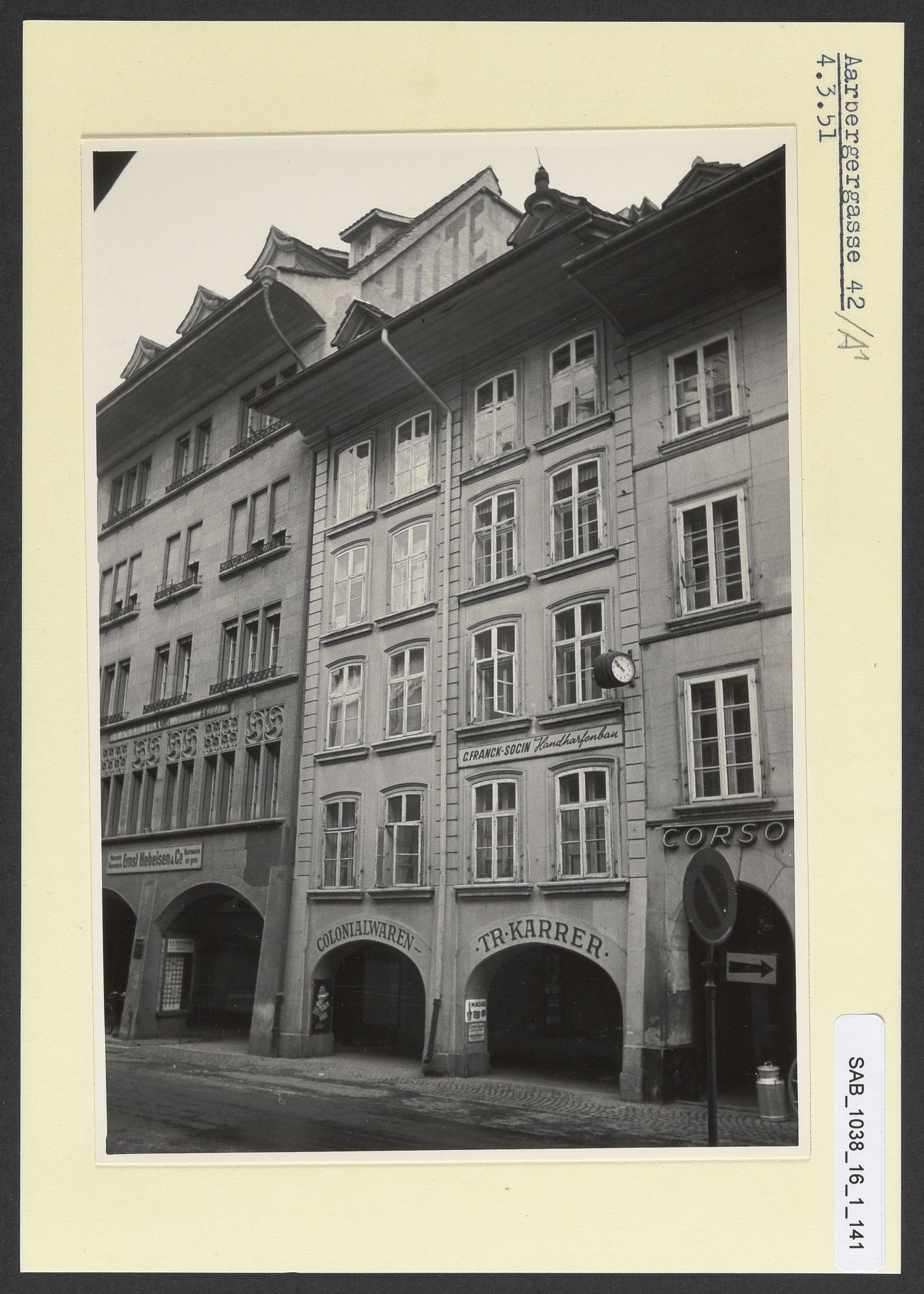
Aarbergergasse 42 in Bern

Die Firma Buchdruckerei und Verlag W. Friedli war eine Schweizer Buchdruckerei und ein Verlag mit Sitz in Bern. Sie druckte und verlegte Dissertationen, Sachbücher und Zeitschriften.

## Geschichte
Die Firma trug den namen von Walter Friedli. Friedli stammte aus Landiswil. Sein Vater Karl Friedli besass eine Metzgerei in Biglen. Nach dessen Tod 1933 übernahm Walter Friedli die Metzgerei. 1934 gründete Walter Friedli eine Buchdruckerei in Bern.
Die Buchdruckerei W. Friedli & Cie. wurde am 1. Oktober 1939 in Bern als Kollektivgesellschaft von Walter und Margrit Friedli-Küng sowie Marie Laengle gegründet. Der Firmensitz befand sich in der Aarbergergasse 42 in Bern, und die Gesellschaft wurde ausschliesslich von Walter Friedli-Küng mit Einzelunterschrift vertreten.
Am 11. November 1943 fusionierte die Buchdruckerei W. Friedli mit der (ebenfalls in Bern ansässigen) Firma Jules Werder A.G. Die Jules Werder A.G. war eine Aktiengesellschaft, die von Jules Werder (Gründer der Berner Woche) gegründet wurde und eine Buchdruckerei sowie einen Verlag betrieb. In einer ausserordentlichen Generalversammlung am 6. November 1943 wurden die Statuten der Gesellschaft revidiert, und die Firma erhielt den neuen Namen Jules Werder & Friedli A.G. Der Zweck der Gesellschaft war der Betrieb der bestehenden Buchdruckerei und des Verlags. Walter Friedli wurde in den Verwaltungsrat gewählt und zeichnete fortan neben dem Präsidenten Jules Werder mit Einzelunterschrift.
Am 23. Juli 1945 beschloss die Generalversammlung die Auflösung der Jules Werder & Friedli A.G., und die Firma wurde nach abgeschlossener Liquidation am 27. September 1945 gelöscht. Die Aktiven und Passiven der Gesellschaft wurden von der neu gegründeten Einzelfirma Buchdruckerei und Verlag W. Friedli in Bern übernommen. Inhaber dieser Firma war Walter Friedli, der die Geschäfte weiterführte und seiner Ehefrau Margrit Friedli-Küng Einzelprokura erteilte. Der Firmensitz befand sich in der Neuengasse 9 in Bern, und der Betrieb umfasste eine Buchdruckerei sowie einen Zeitschriftenverlag.
Am 14. April 1978 erfolgte eine erneute Änderung, als die Firma Buchdruckerei und Verlag W. Friedli in Buch- und Offsetdruck Friedli umbenannt wurde. Aufgrund eines Geschäftsübergangs wurde die Firma an Peter Hansen übertragen, der die neue Einzelfirma unter dem Namen Buch- und Offsetdruck Friedli, Nachfolger Peter Hansen, weiterführte. Der Betrieb umfasste eine Buch- und Offsetdruckerei mit Verlag und befand sich nun im Ryffligässchen 5a in Bern. Peter Hansen führte die Geschäfte mit Einzelunterschrift, während Erika Hansen Einzelprokura erteilt wurde.
Die Nachfolgefirma Hansen Druck und OFKO AG hat ihren Sitz an der Maulbeerstrasse 10 in 3011 Bern (Stand 2024).

## Erzeugnisse

### Dissertationen (Auswahl)
- Max Gerchik: Medizinische Erfahrungen der Amerikaner mit chemischen Kampfstoffen im Weltkrieg. 1939. OCLC 601998010
- Juliusz Kühl: Die Polnisch-Schweizerischen Handelsbeziehungen im Rahmen der gesamten Handelspolitik Polens. 1940. OCLC 1332243869
- Arnost Zvi Ehrman: Ueber das Wesen und die Wirkungen der Zollunion, insbesondere über die Frage, inwieweit die Staatssouveränität durch die Zollunion beeinträchtigt wird. 1942. OCLC 1331881981
- Hugo Allemann: Die konjunkturtheoretische Bedeutung des Akzelerationsprinzips: eine kritische Würdigung. Dissertation. 1949. OCLC 611159602

### Anderes (Auswahl)
- Ludwig Fliegel: Medizinischer Aberglaube: fort mit dem Impfzwang! Pamphlet, 1945. OCLC 600490278
- Rudolf Balsiger: Goeie-môre, Mit Reck und Barren durch Südafrika. Reisebericht, 1948. OCLC 601645149 (Rezension)
- Walter Morgenthaler: Psychische Hygiene der Säuglingsschwester: Vortrag. Separatdruck, 1954. OCLC 603501621
- Schwesternblatt. Zeitschrift. (Kurzbeschreibung in: Schweizerische Blätter für Krankenpflege, Band 43 (1950), Heft 8.) ISSN 1420-4371